# ÖkoDAX
Der ÖkoDAX war ein am 4. Juni 2007 eingeführter Aktienindex. Er umfasste  Unternehmen aus dem Prime Standard, die ausschließlich aus der Branche der Erneuerbaren Energien stammen. Diese sollten zu möglichst gleichen Anteilen vertreten sein und ihren Sitz in Deutschland haben. Als Richtwert war vorgesehen, dass zehn Unternehmen vertreten sind. Zum 30. Juli 2021 wurde die Berechnung des ÖkoDAX eingestellt.
Wie der DAX, der MDAX, der TecDAX und der SDAX gehörte der ÖkoDAX zum Prime Standard und war ein Produkt und eingetragene Marke der Deutsche Börse AG.

## Zusammensetzung
Der Index wurde anhand der Aktienkurse der ausgewählten Unternehmen im XETRA berechnet. Die folgende Tabelle zeigt die Unternehmen im ÖkoDax mit Stand 11. September 2020:
| Logo | Name                      | Indexgewichtung in % | Streubesitz-Marktkapitalisierung in Mio. € | Sitz      |
| ---- | ------------------------- | -------------------- | ------------------------------------------ | --------- |
|      | CropEnergies AG           | 15,31                | 11,54                                      | Mannheim  |
|      | Nordex SE                 | 18,16                | 13,69                                      | Rostock   |
|      | PNE Wind AG               | 15,29                | 11,53                                      | Cuxhaven  |
|      | SFC Energy AG             | 19,22                | 14,49                                      | Brunnthal |
|      | SMA Solar Technology AG   | 15,26                | 11,51                                      | Niestetal |
|      | Verbio Ver. Bioenergie AG | 16,76                | 12,64                                      | Zörbig    |

## Entwicklung
Die ehemals im ÖkoDAX vertretenen Unternehmen sind aus verschiedenen Gründen ausgeschieden. Die Veränderungen ergaben sich z. T. durch Insolvenz, durch Übernahme oder Ende der Börsenzulassung.
Die folgende Liste gibt eine Auswahl dieser Veränderungen wieder:
| Logo | Name                      | Aufnahme           | Ende der Mitgliedschaft                                                             |
| ---- | ------------------------- | ------------------ | ----------------------------------------------------------------------------------- |
|      | Schmack Biogas            | 04.06.2007         | 24.09.2007, Fortführung als Viessmann GmbH später Verkauf an Hitachi Zosen Inova AG |
|      | Ersol Solar Energy        | 04.06.2007         | 22.09.2008                                                                          |
|      | REpower Systems           | 04.06.2007         | 08.02.2009, Übernahme durch Suzlon Energy                                           |
|      | Conergy AG                | 04.06.2007         | nach Insolvenz                                                                      |
|      | Centrotherm photovoltaics |                    | 21.09.2012 Fortführung als Sol Futura                                               |
|      | Solon SE                  | 04.06.2007         | nach Insolvenz                                                                      |
|      | Q-Cells SE                | 04.06.2007         | 22.10.2012 nach Rückzug aus Prime Standard                                          |
|      | Centrosolar               | 27.12.2012         | nach Insolvenz                                                                      |
|      | S.A.G. Solarstrom AG      | 23. Oktober 2012   | nach Insolvenz                                                                      |
|      | Envitec Biogas            | 24. September 2007 | 28. August 2013 nach Segmentwechsel in Entry Standard                               |
|      | 3 W Power S.A.            | 18. Juni 2012      | 14. Mai 2014 nach Segmentwechsel in General Standard                                |
|      | Roth & Rau                |                    |                                                                                     |
|      | Solar-Fabrik AG           |                    |                                                                                     |
|      | PETROTEC AG               | 14. Mai 2014       | 6. Oktober 2015 mit Ende der Börsenzulassung                                        |

## Wertentwicklung
Den bisher höchsten Stand erreichte der ÖkoDAX am 16. Juli 2007 mit 837 Punkten im Kursindex. Die Rückrechnung auf den 25. März 2003 ergibt 101,01 Punkte. Am 10. März 2011, dem Tag vor der Nuklearkatastrophe von Fukushima, stand der Ökodax bei knapp 200 Punkten. Bis zum 15. März stieg er auf 251 Punkte, erreichte nach einigen Gewinnmitnahmen am 28. März ein erneutes Hoch (257) – zu der Zeit wurde in Deutschland der Atomausstieg konkretisiert – und fiel in den Monaten darauf kontinuierlich auf unter 110 am 4. Oktober. Der ÖkoDAX fiel also innerhalb von gut sieben Monaten um etwa 57 %.
Der Kursverlauf von nicht im ÖkoDAX vertretenen Unternehmen aus der Branche der Erneuerbaren Energien unterscheidet sich teilweise sehr stark. So fielen die Aktien von Vestas Wind Systems von März bis November 2011 um mehr als 70 %. Das Unternehmen Solar Millennium verlor von April bis Oktober 2011 sogar mehr als 90 % seines Börsenwertes und musste am 21. Dezember 2011 Insolvenz anmelden. Dagegen stieg der Kurs von Aleo Solar von 18 Euro auf über 26 Euro und blieb bis Anfang November 2011 auf dieser Höhe.
Im Sommer 2012 und 2013 wurde mit 3W Power erstmals ein Unternehmen mit Sitz in den Niederlanden in den ÖkoDAX aufgenommen. Im zweiten Halbjahr 2012 entwickelte sich PNE Wind zum Aufsteiger des Jahres, während der ÖkoDAX am 21. November 2012 seinen bis dahin niedrigsten Stand mit 42,39 Punkten im Kursindex erreichte. Ab Dezember stieg auch Nordex in gleichem Maße wie PNE. Aufgrund der Mischung können sich einzelne Aktien anders entwickeln, so dass der ÖkoDAX keine Rückschlüsse auf die Branche der Erneuerbaren Energien erlaubt. Am 2. Februar 2015 landete der ÖkoDAX auf einem historischen Tiefstand von 27,50 im Kursindex, im Dezember 2016 fiel er im Kursindex auf unter 21 Punkte. Das entspricht einem Kurswertverlust von über 97 % ausgehend vom Höchststand im Jahr 2007.

## Kritik
Im Zusammenhang mit dem Niedergang des ÖkoDax wurde bereits 2012 kritisiert, „dass viele Geschäftsmodelle nicht nachhaltig sind.“ Ferner hat der Name mit dem Begriff ökologisch nichts zu tun, da keine entsprechende Bewertung der einzelnen Unternehmen wie etwa beim Natur-Aktien-Index stattfindet.

## Finanzinstrumente
Im Laufe der Zeit haben verschiedene Kreditinstitute Zertifikate und andere Finanzderivate zum Ökodax angeboten. Die Deutsche Bank gab pünktlich zum Start ein Performance-Zertifikat heraus. 2011 hat die Bayerische Landesbank Schuldverschreibungen auf der Basis des ÖkoDAX mit einer Laufzeit von 5 Jahren aufgelegt.